# 龜崎站 (宮崎縣)
龜崎站（日语：／ Kamegasaki eki */?）是位於宮崎縣延岡市北方町早中小字巳，高千穗鐵道的高千穗線車站（廢站）。

## 歷史
- 1957年（昭和32年）2月1日 - 此站啟用[1]。
- 1987年（昭和62年）4月1日 - 伴隨國鐵分割民營化，車站由九州旅客鐵道（JR九州）營運[2][3][4][1]。
- 1989年（平成元年）4月28日 - 高千穗線由高千穗鐵道接管，成為高千穗鐵道高千穗線車站[5][1]。
- 2005年（平成17年）9月6日 - 受到颱風彩蝶吹襲九州，使高千穗鐵道全線暫停服務。
- 2007年（平成19年）9月6日 - 高千穗線延岡站至此站之間廢止，此站廢止[1]。

## 車站構造
車站是一座地面車站，設有1面1線的單式月台。此站是無人車站。此站設有簡單候車室。

## 使用狀況
在2003年度，1日平均乘車人次為5人。

## 車站周邊
- 國道218號（日语：国道218号）
- 延岡市立城小學

## 相鄰車站
高千穗鐵道
高千穗線
早日渡－龜崎－槙峰

## 注腳
1. 1 2 3 4  《日本鐵道旅行地圖帳》 12號 九州沖繩 p.61
2. ↑  九州鉄道百年祭実行委員会・百年史編纂部会 (编).  初版. 九州旅客鉄道. 1988: 181 （日语）.
3. ↑  『交通年鑑 昭和63年版』 交通協力會，1988年3月。
4. ↑  今村都南雄 『民営化の效果と現実NTTとJR』 中央法規出版，1997年8月。ISBN 978-4805840863
5. ↑  鈴木文彥. . 鐵道雜誌 (鐵道雜誌社). 1997-03, 31 (3): 76–83.
6. ↑  宮崎縣統計年鑑